# Lekkoatletyka na Światowych Wojskowych Igrzyskach Sportowych 2019 – bieg na 400 m przez płotki mężczyzn
Bieg na 400 m przez płotki mężczyzn – jedna z konkurencji lekkoatletycznych rozegranych w dniu 24 października 2019 roku podczas 7. Światowych Wojskowych Igrzyskach Sportowych na kompleksie sportowym WH FRSC Stadium w Wuhanie. Polak Patryk Dobek zdobył brązowy medal igrzysk wojskowych.

## Terminarz
| Data                      | Godzina (UTC+08:00) | Wydarzenie             |
| ------------------------- | ------------------- | ---------------------- |
| 24 października 2019(dts) | 9:05                | Eliminacje – bieg nr 1 |
| 24 października 2019(dts) | 9:10                | Eliminacje – bieg nr 2 |
| 24 października 2019(dts) | 9:15                | Eliminacje – bieg nr 3 |
| 24 października 2019(dts) | 19:20               | Finał                  |

## Rekordy
Tabela prezentuje rekord świata, a także rekord Igrzysk wojskowych (CSIM) przed rozpoczęciem mistrzostw.
|                                   | Zawodnik              | Wynik | Miejsce   | Data                  |
| --------------------------------- | --------------------- | ----- | --------- | --------------------- |
| Rekord świata                     | Kevin Young (IO 1992) | 46,78 | Barcelona | 6 sierpnia 1992(dts)  |
| Rekord Igrzyska wojskowych (CSIM) | Thomas Goller         | 48,75 | Zagrzeb   | 15 sierpnia 1999(dts) |

## Uczestnicy
Jedno państwo mogło zgłosić maksymalnie dwóch płotkarzy. Do zawodów zgłoszonych zostało 18 zawodników reprezentujących 13 kraje. Sklasyfikowanych zostało 17, ponieważ Saudyjczyk Ali Alsaad Muath został zdyskwalifikowany w biegu eliminacyjnym. Złoty medal zdobył Irańczyk, srebrny Algierczyk, a brązowy Polak Patryk Dobek. W finale nie wystartował Kuwejtczyk Hamid Saleem.

## Medaliści
| Złoto                 | Srebro                         | Brąz                  |
| Mahdi Pirjahan · Iran | Abdelmalik Lahoulou · Algieria | Patryk Dobek · Polska |

## Wyniki

### Finał
| Pozycja | Tor | Zawodnik                   | Państwo  | Reakcja | Czas  | Uwagi |
| ------- | --- | -------------------------- | -------- | ------- | ----- | ----- |
| 1 !     | 5   | Mahdi Pirjahan             | Iran     | 0,158   | 49,61 |       |
| 2 !     | 7   | Abdelmalik Lahoulou        | Algieria | 0,168   | 49,68 |       |
| 3 !     | 9   | Patryk Dobek               | Polska   | 0,160   | 49,69 |       |
| 4       | 6   | Jabir Madari Pillyalil     | Indie    | 0,175   | 49,75 |       |
| 5       | 2   | Timofiej Czały             | Rosja    | 0,163   | 50,27 |       |
| 6       | 4   | Márcio Teles               | Brazylia | 0,150   | 50,85 |       |
| 7       | 3   | Santhosh Kumar Tamilarasan | Indie    | 0,196   | 52,53 |       |
| -       | 8   | Hamid Saleem               | Kuwejt   | DNS     | DNS   | DNS   |

Źródło: Wuhan